# シド・フェルナンデス
チャールズ・シドニー・フェルナンデス（Charles Sidney Fernandez, 1962年10月12日 - ）は、アメリカ合衆国ハワイ州ホノルル出身の元プロ野球選手（投手）。ニックネームは「El Sid」。

## 経歴
1981年のMLBドラフトでロサンゼルス・ドジャースから3巡目（全体73位）に指名を受け、6月21日に契約。同年はルーキー級で5勝1敗・防御率1.54・128奪三振・奪三振率15.2の好成績を挙げる。1982年はA級ベロビーチで8勝1敗・防御率1.91・137奪三振・4完封・奪三振率14.6を記録してAAA級アルバカーキに昇格。防御率5点台と成績を落としたものの2階級合計で223奪三振を記録した。1983年はAA級サンアントニオで13勝・防御率2.82・209奪三振を記録してメジャーに昇格し、9月20日のヒューストン・アストロズ戦でメジャーデビューを果たした。12月8日に2選手との交換トレードで、1選手と共にニューヨーク・メッツへ移籍。
1984年はAAA級タイドウォーターで開幕を迎えるが、6勝・防御率2.56・123奪三振（105.2イニング）・被安打69・被本塁打2と好投して昇格。7月16日のアストロズ戦でメジャー初勝利を挙げ、以降先発ローテーションに定着して6勝6敗・防御率3.50を記録した。1985年も開幕をAAA級で迎えるが5月には復帰。9勝9敗ながら防御率2.80・180奪三振、リーグトップの奪三振率9.5を記録。170.1イニングを投げて被安打はわずか108で、9イニング平均の被安打5.71は、1907年にシカゴ・カブスのカール・ラングレンが記録した5.67に次ぐリーグ史上2位だった。
1986年は前半戦で12勝2敗・防御率2.67を記録。オールスターゲームに初選出されて4番手で登板し、ア・リーグ3番手のチャーリー・ハフ（テキサス・レンジャーズ）とオールスター史上初のハワイ州出身投手同士の投げ合いが実現した。後半戦は4勝・防御率4.69に終わるが、奪三振率は前半戦の7.9に対して10.1と向上した。ホームでの防御率2.17に対しアウェイでは5.03と内弁慶ぶりを露呈したが、シーズン通算で共にキャリアハイの16勝・200奪三振の好成績を挙げ、チームの東地区優勝に貢献。アストロズとのリーグチャンピオンシップシリーズでは第4戦に先発してマイク・スコットと投げ合い、6回3失点で敗戦投手となるが、チームは4勝2敗でアストロズを下し13年ぶりのリーグ優勝。ボストン・レッドソックスとのワールドシリーズではリリーフのみの登板だったが、第5戦でチームは敗れたものの4イニングを5奪三振無失点、最終第7戦では2.1イニングを4奪三振無失点と好投し、17年ぶりのワールドシリーズ制覇に貢献した。
1987年は4月に4勝1敗・防御率2.18の成績で初のピッチャー・オブ・ザ・マンスを受賞。2年連続でオールスターゲームに選出され、延長13回裏に登板してセーブを記録した。同年もホームでは9勝3敗・防御率2.98、アウェイでは3勝5敗・防御率5.05と内弁慶ぶりは変わらなかった。1988年は序盤不調に陥るが、後半戦で6連勝を記録するなど復調。ホームで8勝・防御率1.83・奪三振率10.1、アウェイで4勝・防御率4.36・奪三振率7.4と相変わらずだったが、12勝・防御率3.03・189奪三振の成績でチームは2年ぶりに地区優勝。古巣ドジャースとのリーグチャンピオンシップシリーズでは、相性の良いホームでの第5戦に先発したが、カーク・ギブソンに本塁打を浴びるなど5回途中6失点で降板し敗戦投手。結果的にこれが自身最後のポストシーズンとなり、優勢を伝えられていたチームも3勝4敗で敗退した。1989年は7月14日のアトランタ・ブレーブス戦で敗戦投手となるも、キャリアハイの16奪三振。14勝5敗・防御率2.83・198奪三振、キャリアハイの219.1イニングを記録した。
1990年はホームで8勝5敗・防御率2.41、アウェイで1勝9敗・防御率4.94。奪三振率は9を上回ったが9勝14敗と負け越した。1991年はスプリングトレーニング中に手首を骨折。7月に復帰したが今度は膝を故障し、8試合の登板に終わる。1992年は14勝11敗・193奪三振、キャリアハイの防御率2.73と復活するが、チームは大型補強を行ったにもかかわらず地区5位に終わる。1993年は1塁ベースカバーの際に再び膝を痛め、5月から約3ヶ月離脱。それ以外ではローテーションを守ったが5勝に終わり、チームも新球団フロリダ・マーリンズすら上回れず地区最下位に沈んだ。10月25日にフリーエージェントとなり、11月22日にボルチモア・オリオールズと3年900万ドルで契約。
ストライキの影響でシーズンが打ち切られた1994年は、キャリアワーストの27被本塁打で防御率5.15。翌1995年も全く戦力にならず7月10日に解雇されるが、3日後にフィラデルフィア・フィリーズと契約。8月は5勝0敗・防御率2.68・54奪三振・奪三振率11.1の成績で、2度目のピッチャー・オブ・ザ・マンスを受賞した。1996年は自身初の開幕投手を務め、3勝に終わるも奪三振率は11.0を記録した。10月28日に再びフリーエージェントとなり、12月2日にアストロズと契約。1試合に登板しただけでしばらく未所属となった。
その後は故郷のハワイに戻り、セミプロチームのコーチを務めていたが、2001年にニューヨーク・ヤンキースのスプリングトレーニングに参加して驚かせた。マイナー契約し、4月7日にマイナーで復帰後初登板したところ、膝を負傷。1週間後に引退を発表した。その後は再びハワイに戻り、コーチ業等を務めている。

## プレイスタイル・エピソード
フォーシームの球速は85mph（約136km/h）程度と遅いが、独特のモーションと左サイドスローからのカーブで奪三振率が高かった。また被安打も少なく、9イニング平均の被安打（通算）6.85は2015年終了時点でノーラン・ライアン、クレイトン・カーショウ（現役）、サンディー・コーファックスに次いで歴代4位である。
チームメイトのドワイト・グッデン登板時には三振を奪う度に「K」のボードが掲げられたが、フェルナンデスが三振を奪うと「S」（「Sid」の「S」）のボードが掲げられた。
米国第50番目の州・ハワイの出身であることを誇り、メジャーのキャリア中背番号は「50」で通した（2009年まで千葉ロッテマリーンズでプレイしたベニー・アグバヤニも同様である）。また、メッツ時代の本拠地シェイ・スタジアムでは、フェルナンデスが先発登板する試合前にはハワイアンソングが流れた。

## 詳細情報

### 年度別投手成績
| 年 度      | 球 団      | 登 板 | 先 発 | 完 投 | 完 封 | 無 四 球 | 勝 利 | 敗 戦 | セ 丨 ブ | ホ 丨 ル ド | 勝 率 | 打 者 | 投 球 回 | 被 安 打 | 被 本 塁 打 | 与 四 球 | 敬 遠 | 与 死 球 | 奪 三 振 | 暴 投 | ボ 丨 ク | 失 点 | 自 責 点 | 防 御 率 | W H I P |
| ---------- | ---------- | ----- | ----- | ----- | ----- | -------- | ----- | ----- | -------- | ----------- | ----- | ----- | -------- | -------- | ----------- | -------- | ----- | -------- | -------- | ----- | -------- | ----- | -------- | -------- | ------- |
| 1983       | LAD        | 2     | 1     | 0     | 0     | 0        | 0     | 1     | 0        | --          | .000  | 33    | 6.0      | 7        | 0           | 7        | 0     | 1        | 9        | 0     | 0        | 4     | 4        | 6.00     | 2.33    |
| 1984       | NYM        | 15    | 15    | 0     | 0     | 0        | 6     | 6     | 0        | --          | .500  | 371   | 90.0     | 74       | 8           | 34       | 3     | 0        | 62       | 1     | 4        | 40    | 35       | 3.50     | 1.20    |
| 1985       | NYM        | 26    | 26    | 3     | 0     | 1        | 9     | 9     | 0        | --          | .500  | 685   | 170.1    | 108      | 14          | 80       | 3     | 2        | 180      | 3     | 2        | 56    | 53       | 2.80     | 1.10    |
| 1986       | NYM        | 32    | 31    | 2     | 1     | 0        | 16    | 6     | 1        | --          | .727  | 855   | 204.1    | 161      | 13          | 91       | 1     | 2        | 200      | 6     | 0        | 82    | 80       | 3.52     | 1.23    |
| 1987       | NYM        | 28    | 27    | 3     | 1     | 0        | 12    | 8     | 0        | --          | .600  | 665   | 156.0    | 130      | 16          | 67       | 8     | 8        | 134      | 2     | 0        | 75    | 66       | 3.81     | 1.26    |
| 1988       | NYM        | 31    | 31    | 1     | 1     | 0        | 12    | 10    | 0        | --          | .545  | 751   | 187.0    | 127      | 15          | 70       | 1     | 6        | 189      | 4     | 9        | 69    | 63       | 3.03     | 1.05    |
| 1989       | NYM        | 35    | 32    | 6     | 2     | 3        | 14    | 5     | 0        | --          | .737  | 883   | 219.1    | 157      | 21          | 75       | 3     | 6        | 198      | 1     | 3        | 73    | 69       | 2.83     | 1.06    |
| 1990       | NYM        | 30    | 30    | 2     | 1     | 1        | 9     | 14    | 0        | --          | .391  | 735   | 179.1    | 130      | 18          | 67       | 4     | 5        | 181      | 1     | 0        | 79    | 69       | 3.46     | 1.10    |
| 1991       | NYM        | 8     | 8     | 0     | 0     | 0        | 1     | 3     | 0        | --          | .250  | 177   | 44.0     | 36       | 4           | 9        | 0     | 0        | 31       | 0     | 0        | 18    | 14       | 2.86     | 1.02    |
| 1992       | NYM        | 32    | 32    | 5     | 2     | 1        | 14    | 11    | 0        | --          | .560  | 865   | 214.2    | 162      | 12          | 67       | 4     | 4        | 193      | 0     | 0        | 67    | 65       | 2.73     | 1.07    |
| 1993       | NYM        | 18    | 18    | 1     | 1     | 0        | 5     | 6     | 0        | --          | .455  | 469   | 119.2    | 82       | 17          | 36       | 0     | 3        | 81       | 2     | 0        | 42    | 39       | 2.93     | 0.99    |
| 1994       | BAL        | 19    | 19    | 2     | 0     | 1        | 6     | 6     | 0        | --          | .500  | 494   | 115.1    | 109      | 27          | 46       | 2     | 2        | 95       | 1     | 0        | 66    | 66       | 5.15     | 1.34    |
| 1995       | BAL        | 8     | 7     | 0     | 0     | 0        | 0     | 4     | 0        | --          | .000  | 137   | 28.0     | 36       | 9           | 17       | 2     | 0        | 31       | 0     | 0        | 26    | 23       | 7.39     | 1.89    |
| 1995       | PHI        | 11    | 11    | 0     | 0     | 0        | 6     | 1     | 0        | --          | .857  | 263   | 64.2     | 48       | 11          | 21       | 0     | 1        | 79       | 0     | 1        | 25    | 24       | 3.34     | 1.07    |
| '95計      | PHI        | 19    | 18    | 0     | 0     | 0        | 6     | 5     | 0        | --          | .545  | 400   | 92.2     | 84       | 20          | 38       | 2     | 1        | 110      | 0     | 1        | 51    | 47       | 4.56     | 1.32    |
| 1996       | PHI        | 11    | 11    | 0     | 0     | 0        | 3     | 6     | 0        | --          | .333  | 264   | 63.0     | 50       | 5           | 26       | 2     | 1        | 77       | 1     | 0        | 25    | 24       | 3.43     | 1.21    |
| 1997       | HOU        | 1     | 1     | 0     | 0     | 0        | 1     | 0     | 0        | --          | 1.000 | 21    | 5.0      | 4        | 1           | 2        | 0     | 0        | 3        | 0     | 0        | 2     | 2        | 3.60     | 1.20    |
| 通算：15年 | 通算：15年 | 307   | 300   | 25    | 9     | 7        | 114   | 96    | 1        | --          | .543  | 7668  | 1866.2   | 1421     | 191         | 715      | 33    | 41       | 1743     | 22    | 19       | 749   | 696      | 3.36     | 1.14    |

- 各年度の太字はリーグ最高

### 獲得タイトル・記録
- オールスターゲーム選出 2回（1986年，1987年）
- ピッチャー・オブ・ザ・マンス 2回（1987年4月，1995年8月）

### 背番号
- 50（1983年 - 1997年）